# (5545) Makarov
(5545) Makarov est un astéroïde de la ceinture principale.

## Description
(5545) Makarov est un astéroïde de la ceinture principale. Il fut découvert le 1er novembre 1978 à Naoutchnyï par Lioudmila Jouravliova. Il présente une orbite caractérisée par un demi-grand axe de 2,65 UA, une excentricité de 0,02 et une inclinaison de 3,4° par rapport à l'écliptique.

## Compléments